# The Gold Album: 18th Dynasty
The Gold Album: 18th Dynasty – czwarty studyjny album amerykańskiego rapera Tygi, którego premiera odbyła się 23 czerwca 2015 r. Wydawnictwo ukazało się nakładem wytwórni Last Kings Entertainment.
Album nie odniósł sukcesu na amerykańskiej liście przebojów Billboard 200, bowiem sprzedano zaledwie 2 200 egzemplarzy. Podobnie wyglądały recenzje krytyków.

## Lista utworów
| Nr  | Tytuł utworu                     | Producent             | Długość |
| --- | -------------------------------- | --------------------- | ------- |
| 1.  | „Spitfire”                       | D-Nice, Dean, Jackson | 2:10    |
| 2.  | „Muh Fucka” (gości. A.E.)        | Ultra$ound, Jackson   | 3:01    |
| 3.  | „Shaka Zulu”                     | SAP, Jackson          | 4:14    |
| 4.  | „God Talk”                       | Soundz, Jackson       | 3:14    |
| 5.  | „Hard for You”                   | Dupri, Dean, Jackson  | 3:14    |
| 6.  | „Down for a Min”                 | SAP, Dean, Jackson    | 4:13    |
| 7.  | „Pure Luxury”                    | Dupri, Dean, Jackson  | 4:59    |
| 8.  | „Wham”                           | David D.A. Doman      | 3:19    |
| 9.  | „Pleazer” (gości. Boosie Badazz) | FKi, Jackson          | 4:18    |
| 10. | „Hollywood Niggaz”               | Jackson               | 3:32    |
| 11. | „4 My Dawgs” (gości. Lil Wayne)  | Soko, Diaz, Jackson   | 3:56    |
| 12. | „Bloodline”                      | Jackson               | 4:23    |
|     |                                  |                       | 44:33   |